# Eccellenza Marche
Il campionato di Eccellenza Marche è il quinto livello in ordine di graduatoria all'interno del campionato italiano di calcio. È il secondo campionato dilettantistico per importanza, il maggiore a livello regionale, ed è organizzato dal Comitato Marchigiano tramite delega della Lega Nazionale Dilettanti.
Vi partecipano 16 squadre raggruppate in un unico girone, delle quali una o due vengono promosse in Serie D (in base al risultato del club marchigiano nei Play-off nazionali) e quattro (numero variabile in base al numero di retrocessioni di squadre marchigiane dalla Serie D) vengono retrocesse in Promozione.
Il campionato venne istituito nel 1991, a seguito della riforma nazionale dei campionati dilettanti, andando così a sostituire come importanza quello di Promozione, che venne declassato.
Contemporaneamente viene disputata la fase regionale della Coppa Italia Dilettanti alla quale prendono parte tutte le 16 squadre, in cui la vincente ha accesso alla fase finale nazionale con altre 18 squadre; la coppa mette in palio per la squadra vincente della fase nazionale un ulteriore posto per la Serie D dell'anno successivo, facendo in modo che si abbia un massimo di 3 promozioni.

## Regolamento

### Promozioni
La squadra che arriva prima viene promossa direttamente in Serie D. Invece le squadre che si piazzano dalla seconda alla quinta posizione si affrontano nei Play-off, la cui vincitrice si aggiudica il passaggio alla fase Nazionale, che prevede degli spareggi Interregionali con altre 27 squadre per un totale di ulteriori 7 posti nella Serie D dell'anno successivo. Se la seconda classificata durante il campionato ha 10 o più punti di distacco dalla terza, i Play-Off non vengono disputati ed ha accesso alla fase Nazionale direttamente la seconda classificata.
- Play-Off: la squadra classificata al 2º posto si scontrerà con la squadra classificata al 5º posto; quella arrivata al 3º contro la squadra classificata al 4º posto. Si gioca in gara unica, in casa della meglio classificata in campionato. In caso di parità di punteggio al termine dei 90', si effettueranno i tempi supplementari, e se sussiste la parità avanza la squadra meglio classificata nella stagione regolare, ossia quella che gioca in casa. Le vincenti delle due sfide si incontreranno in una finale per accedere alla fase successiva con i criteri già esposti (si gioca in gara unica, in casa della meglio classificata in campionato, in caso di parità di punteggio al termine dei 90', si effettueranno i tempi supplementari, e se sussiste la parità avanza la squadra meglio classificata nella stagione regolare, ossia quella che gioca in casa).

### Retrocessioni
La squadra che arriva ultima viene retrocessa direttamente in Promozione. Invece le squadre che si piazzano dalla quintultima alla penultima posizione si affrontano nei Play-out, dove la vincitrice si aggiudica il diritto al mantenimento della categoria. Se il distacco di punti è pari o superiore ai 10 punti la squadra peggior classificata viene retrocessa direttamente.
- Play-out: la squadra classificata al quintultimo posto si scontrerà con la squadra classificata al penultimo posto; quella arrivata al quartultimo contro la squadra classificata al terzultimo posto. Si gioca in gara unica, in casa della meglio classificata in campionato. In caso di parità di punteggio al termine dei 90', si effettueranno i tempi supplementari, e se sussiste la parità si salva la squadra meglio classificata nella stagione regolare, ossia quella che gioca in casa.

## Organico 2025-2026
| Club             | Città                         |
| ---------------- | ----------------------------- |
| Chiesanuova      | Chiesanuova di Treia (MC)     |
| Civitanovese     | Civitanova Marche (MC)        |
| Fabriano Cerreto | Fabriano e Cerreto d'Esi (AN) |
| Fermana          | Fermo                         |
| Fermignanese     | Fermignano (PU)               |
| Jesina           | Jesi (AN)                     |
| Matelica         | Matelica (MC)                 |
| Montecchio Gallo | Vallefoglia (PU)              |
| Montefano        | Montefano (MC)                |
| Montegranaro     | Montegranaro (FM)             |
| Osimana          | Osimo (AN)                    |
| Sangiustese      | Monte San Giusto (MC)         |
| Tolentino        | Tolentino (MC)                |
| Trodica          | Trodica di Morrovalle (MC)    |
| Urbania          | Urbania (PU)                  |
| Urbino           | Urbino                        |

## Albo d'oro
| Stagione | Campionato               | Promossa dopo Playoff Nazionali | Partecipa ai Playoff Nazionali |
| -------- | ------------------------ | ------------------------------- | ------------------------------ |
| 1991-92  | Maceratese               |                                 |                                |
| 1992-93  | Tolentino                |                                 |                                |
| 1993-94  | Jesina                   | Osimana                         |                                |
| 1994-95  | Sambenedettese           | Vis Stella                      |                                |
| 1995-96  | Lucrezia                 |                                 | Montegranaro                   |
| 1996-97  | Urbania                  |                                 | Monturanese                    |
| 1997-98  | Monturanese              |                                 | Real Montecchio                |
| 1998-99  | Civitanovese             |                                 | Real Montecchio                |
| 1999-00  | Real Montecchio          |                                 | Cagliese                       |
| 2000-01  | Cagliese                 |                                 | Truentina Castel di Lama       |
| 2001-02  | Truentina Castel di Lama | Sangiustese                     |                                |
| 2002-03  | Urbino                   | Grottammare                     |                                |
| 2003-04  | Pergolese                |                                 | Urbisalviense                  |
| 2004-05  | Maceratese               |                                 | Vigor Senigallia               |
| 2005-06  | Centobuchi               |                                 | Montegiorgio                   |
| 2006-07  | Recanatese               |                                 | Forsempronese                  |
| 2007-08  | Elpidiense Cascinare     |                                 | Cingolana                      |
| 2008-09  | Forsempronese            |                                 | Civitanovese                   |
| 2009-10  | Sambenedettese           |                                 | Jesina                         |
| 2010-11  | Ancona                   | Vis Pesaro                      |                                |
| 2011-12  | Maceratese               |                                 | Tolentino                      |
| 2012-13  | Matelica                 | Montegranaro                    |                                |
| 2013-14  | Sambenedettese           | Castelfidardo                   |                                |
| 2014-15  | Folgore Veregra          |                                 | Monticelli                     |
| 2015-16  | Civitanovese             |                                 | Biagio Nazzaro                 |
| 2016-17  | Sangiustese              | Fabriano Cerreto                |                                |
| 2017-18  | Montegiorgio             |                                 | Porto d'Ascoli                 |
| 2018-19  | Tolentino                | Porto Sant'Elpidio              |                                |
| 2019-20  | Castelfidardo            |                                 | -                              |
| 2020-21  | Porto d'Ascoli           |                                 | -                              |
| 2021-22  | Vigor Senigallia         |                                 | Atletico Ascoli                |
| 2022-23  | Atletico Ascoli          | Forsempronese                   |                                |
| 2023-24  | Civitanovese             | Castelfidardo                   |                                |
| 2024-25  | Maceratese               |                                 | Montecchio Gallo               |
| 2025-26  |                          |                                 |                                |

In corsivo le squadre ripescate in Serie D.

### Titoli per squadra
| Squadra                  | Titoli | Edizioni                           |
| ------------------------ | ------ | ---------------------------------- |
| Maceratese               | 4      | 1991-92, 2004-05, 2011-12, 2024-25 |
| Sambenedettese           | 3      | 1994-95, 2009-10, 2013-14          |
| Civitanovese             | 3      | 1998-99, 2015-16, 2023-24          |
| Tolentino                | 2      | 1992-93, 2018-19                   |
| Jesina                   | 1      | 1993-94                            |
| Lucrezia                 | 1      | 1995-96                            |
| Urbania                  | 1      | 1996-97                            |
| Monturanese              | 1      | 1997-98                            |
| Real Montecchio          | 1      | 1999-00                            |
| Cagliese                 | 1      | 2000-01                            |
| Truentina Castel di Lama | 1      | 2001-02                            |
| Urbino                   | 1      | 2002-03                            |
| Pergolese                | 1      | 2003-04                            |
| Centobuchi               | 1      | 2005-06                            |
| Recanatese               | 1      | 2006-07                            |
| Elpidiense Cascinare     | 1      | 2007-08                            |
| Forsempronese            | 1      | 2008-09                            |
| Ancona                   | 1      | 2010-11                            |
| Matelica                 | 1      | 2012-13                            |
| Folgore Veregra          | 1      | 2014-15                            |
| Sangiustese              | 1      | 2016-17                            |
| Montegiorgio             | 1      | 2017-18                            |
| Castelfidardo            | 1      | 2019-20                            |
| Porto d'Ascoli           | 1      | 2020-21                            |
| Vigor Senigallia         | 1      | 2021-22                            |
| Atletico Ascoli          | 1      | 2022-23                            |

## Partecipazioni
Sono 91 squadre hanno militato in questo campionato in 35 stagioni sportive dal 1991-1992 al 2025-2026. Le 16 squadre che attualmente partecipano all'Eccellenza Marche 2025-2026 sono in grassetto.
- 25:  Forsempronese,  Urbania
- 22:  Biagio Nazzaro
- 21:  Montegiorgio
- 18:  Montegranaro,  Urbino
- 17:  Sangiustese
- 16:  Jesina
- 15:  Grottammare
- 14:  Monturanese,  Tolentino,  Vigor Senigallia
- 11:  Castelfrettese,  Osimana,  Pergolese,  Porto Sant'Elpidio,  Real Montecchio
- 10:  Civitanovese,  Lucrezia
- 9:  Atletico Gallo Colbordolo,  Cagliese,  Fabriano Cerreto[3]
- 8:  Camerino,  Cingolana,  Maceratese,  Montefano,  Recanatese,  Truentina Castel di Lama
- 7:  Marina,  Porto d'Ascoli,  Urbisalviense,  Vadese
- 6:  Audax Piobbico,  Corridonia,  Sangiorgese,  Trodica
- 5:  Atletico Azzurra Colli,  Centobuchi,  Cerreto,  Elpidiense Cascinare,  Fermana,  Fermignanese,  Moie Vallesina,  Potenza Picena
- 4:  Atletico Alma,  Atletico Ascoli[4],  Belvederese,  Calcinelli,  Caldarola,  Castelfidardo,  Chiesanuova,  Fabriano,  Falco Acqualagna,  Fortitudo Fabriano,  Lunano,  Matelica,  Piano San Lazzaro,  San Marco Servigliano,  Valdichienti Ponte
- 3:  Ancona,  Camerano,  Folgore Veregra,  Loreto,  Montecchio Gallo[5],  Olimpia Ostra Vetere,  Portorecanati,  Sambenedettese,  Settempeda,  Vis Macerata,  Vis Pesaro
- 2:  Atletico Piceno[6],  Audax Pagliare,   Falconarese,  Grottese,  Helvia Recina,  J.R.V.S. Ascoli[7],  Mondolfo,  Monticelli,  Monturano,  Morrovalle,  Real Metauro,  Sassoferrato Genga,  Vis Stella,  Vismara
- 1:  Atletico Mariner,  Atletico River Urbinelli,  Barbara,  Cuprense,  Portuali Dorica,  Santa Maria Apparente,  Villa Fastiggi

## Statistiche e record
La serie più lunga di partecipazioni consecutive, 15, appartiene alla Biagio Nazzaro (dal 2004-2005 al 2018-2019). La squadra più longeve tra quelle che militano nel campionato in corso è il Montefano con 8 partecipazioni (dal 2018-2019).
La Sambenedettese è l'unica squadra ad aver vinto tutte le edizioni (3) a cui ha preso parte.
Negli annali rimane la stagione 2012-2013 quando il calcio marchigiano ottiene il numero massimo di promozioni disponibili per un girone singolo di eccellenza ovvero 3: al Matelica vincitore del campionato, si aggiungono il Montegranaro che si aggiudica i playoff nazionali e la Fermana vincitrice della Coppa Italia Dilettanti.
Solamente una squadra marchigiana non ha mai giocato in Eccellenza e milita in una divisione superiore: 
- Ascoli

## Evoluzione
| Periodo               | Partecipanti |
| 1991-1992 - 1992-1993 | 18           |
| 1993-1994 - 2003-2004 | 16           |
| 2004-2005             | 17           |
| 2005-2006 - 2008-2009 | 18           |
| 2009-2010 - 2010-2011 | 20           |
| 2011-2012             | 18           |
| 2012-2013             | 16           |
| 2013-2014             | 18           |
| 2014-2015 - 2017-2018 | 16           |
| 2018-2019             | 18           |
| 2019-2020             | 16           |
| 2020-2021             | 18           |
| 2021-2022             | 17           |
| 2022-2023 - 2023-2024 | 16           |
| 2024-2025             | 15           |
| 2025-2026 -           | 16           |